# Cicleni
Cicleni – wieś w Rumunii, w okręgu Caraș-Severin, w gminie Turnu Ruieni. W 2011 roku liczyła 33 mieszkańców. 